# Meteorus laqueatus
Meteorus laqueatus är en stekelart som beskrevs av Günther Enderlein 1920. Meteorus laqueatus ingår i släktet Meteorus och familjen bracksteklar. Inga underarter finns listade i Catalogue of Life.